# Audioslave (album)
Pour le groupe, voir Audioslave.
Albums de Audioslave
Out of Exile
(2005)
Singles
1. Cochise
Sortie : 14 octobre 2002
2. Like a Stone
Sortie : 28 janvier 2003
3. Show Me How to Live
Sortie : juin 2003
4. I am the Highway
Sortie : octobre 2003
5. What You Are
Sortie : mars 2004

Audioslave est le premier album du groupe rock américain Audioslave. Il est sorti le 19 novembre 2002 sur le label Epic Records et a été produit par Rick Rubin et Audioslave.

## Historique
Après le départ de Zack De La Rocha, les trois musiciens restant de Rage Against the Machine recherchent un nouveau chanteur. Le producteur Rick Rubin leur conseille de rencontrer Chris Cornell, l'ancien chanteur-guitariste de Soundgarden qui à ce moment-là mène une carrière en solo. Ce dernier accepte et abandonne l'écriture de son deuxième album solo pour travailler avec Tom Morello, Tim Commerford et Brad Wilk. Le groupe entre en studio en mai 2001 pour débuter l'enregistrement de cet album.
Pour enregistrer cet album, le groupe a composé 21 chansons pendant les répétitions et n'en retient finalement que 14. Ils enregistrent aux Cello Studios, Hollywood, Royaltone Studios, Burbank en Californie, Studio Litho & Studio X à Seattle(WA) et à l'Akadamie Mathematique of Philosophical Sound Research de Los Angeles.
Cinq singles sont extraits de l'album : Cochise, Like a Stone, Show Me How to Live, I am the Highway et What You Are.
L'album se classe à la 7e place du Billboard 200 et se vend à trois millions d'exemplaires aux Etats-Unis et à plus de quatre millions dans le monde.
La chanson Shadow on the Sun est incluse dans la bande-originale du film de Michael Mann intitulé Collatéral sorti en 2004.
Cochise est édité en single avec un inédit We got the Wip.
Un autre inédit Give est publié dans une édition limitée de l'album.

## Liste des titres
- Toutes les paroles sont signées par Chris Cornell, la musique est signée par le groupe.

1. "Cochise" - 3:42
2. "Show Me How To Live" - 4:38
3. "Gasoline" - 4:40
4. "What You Are" - 4:10
5. "Like A Stone" - 4:54
6. "Set It Off" - 4:23
7. "Shadow On the Sun" - 5:43
8. "I Am The Highway" - 5:35
9. "Exploder" - 3:27
10. "Hypnotize" - 3:28
11. "Bring Em Back Alive" - 5:30
12. "Light My Way" - 5:03
13. "Getaway Car" - 5:00
14. "The Last Remaining Light" - 5:17

## Audioslave
- Chris Cornell - Chant
- Tim Commerford - Basse
- Brad Wilk - Batterie
- Tom Morello - Guitare

## Charts et certifications
| Pays             | Durée du classement | Meilleur classement |
| ---------------- | ------------------- | ------------------- |
| Allemagne        | 18 semaines         | 39e                 |
| Australie        | 49 semaines         | 8e                  |
| Autriche         | 4 semaines          | 53e                 |
| Canada           | 2 semaines          | 6e                  |
| Danemark         | 2 semaines          | 37e                 |
| États-Unis       | 103 semaines        | 7e                  |
| Finlande         | 6 semaines          | 28e                 |
| France           | 9 semaines          | 51e                 |
| Italie           | 21 semaines         | 26e                 |
| Norvège          | 9 semaines          | 5e                  |
| Nouvelle-Zélande | 49 semaines         | 4e                  |
| Pays-Bas         | 38 semaines         | 30e                 |
| Royaume-Uni      | 28 semaines         | 19e                 |
| Suède            | 40 semaines         | 14e                 |
| Suisse           | 16 semaines         | 34e                 |

| Pays             | Certification | Ventes      | Date       |
| ---------------- | ------------- | ----------- | ---------- |
| Australie        | 3 × Platine   | 210 000 +   | 2017       |
| Canada           | 2 × Platine   | 200 000 +   | 30/01/2006 |
| États-Unis       | 3 × Platine   | 3 000 000 + | 12/06/2006 |
| Finlande         | Or            | 16 000 +    | 2005       |
| Nouvelle-Zélande | 3 × Platine   | 45 000 +    | 29/05/2017 |
| Royaume-Uni      | Platine       | 300 000 +   | 22/07/2013 |

## Charts singles
US Billboard Magazine
| Année | Single                | positions  | positions            | positions          | positions      | positions       | positions            |
| Année | Single                | US Hot 100 | US Alternative songs | US Mainstream Rock | US Radio Songs | US Adult Top 40 | US Top 40 Mainstream |
| ----- | --------------------- | ---------- | -------------------- | ------------------ | -------------- | --------------- | -------------------- |
| 2002  | "Cochise"             | 69         | 9                    | 2                  | 68             | -               | -                    |
| 2003  | "Like a Stone"        | 31         | 1                    | 1                  | 28             | 23              | 27                   |
| 2003  | "Show Me How to Live" | 67         | 4                    | 2                  | 64             | -               | -                    |
| 2003  | "I Am the Highway"    | 66         | 3                    | 2                  | 64             | -               | -                    |
| 2004  | "What You Are"        | -          | 17                   | 8                  | -              | -               | -                    |

International
| Date | Single           | Chart              | Durée du classement | Position |
| ---- | ---------------- | ------------------ | ------------------- | -------- |
| 2003 | Cochise          | FIMI               | 3 semaines          | 33e      |
| 2003 | Cochise          | UK Singles Chart   | 3 semaines          | 24e      |
| 2003 | Like a Stone     | ARIA Charts        | 7 semaines          | 35e      |
| 2003 | Like a Stone     | FIMI               | 1 semaine           | 40e      |
| 2003 | Like a Stone     | RMNZ Singles Top40 | 15 semaines         | 14e      |
| 2003 | I Am the Highway | RMNZ Singles Top40 | 3 semaines          | 36e      |

## Distinctions

### Nominations
- Grammy Awards 2004 :
  - Meilleure prestation hard rock pour Like a Stone
  - Meilleur album rock pour Audioslave